# Grupo monstro
Em matemática, no campo da teoria de grupos existe o importante grupo denominado grupo monstro (abreviado por vezes com M ou F1). Também é denominado como Monstro Fischer-Griess, ou grupo amigável. Foi descoberto por Robert Griess e Bernd Fischer. É um grupo de ordem finita, com a seguinte equação:
   246 · 320 · 59 · 76 · 112 · 133 · 17 · 19 · 23 · 29 · 31 · 41 · 47 · 59 · 71
= 808017424794512875886459904961710757005754368000000000
≈ 8 · 1053.
É um grupo simples, que por sua vez contém dois subgrupos normais, identificado pela letra M. O grupo simples finito tem sua classificação completada no teorema de classificação de grupos simples. 